# ألين برايس
ألين برايس (بالإنجليزية: Allen Price)‏ هو لاعب كرة قدم بريطاني في مركز ظهير ‏، ولد في 24 مارس 1968 في Gelligaer ‏ في المملكة المتحدة. لعب مع نيوبورت كونتي.